# Адаменко, Станислав Михайлович
Станисла́в Миха́йлович Ада́менко (род. 31 июля 1949, Поташ, Киевская область) — советский и украинский художник, член Национального союза художников Украины (1989), Народный художник Украины (1994), академик Украинской академии архитектуры (1998).

## Биография
Родился 31 июля 1949 года в селе Поташ (ныне Черкасской области).
В 1975 году окончил Киевский государственный художественный институт, педагог по специальности Н. Б. Чмутина. Работает в области монументально-декоративного искусства.
С 1998 года — генеральный директор ГП «Проектное бюро Государственного управления делами», член архитектурно-градостроительного совета Киева.
Живёт в Киеве.

## Творчество
- Реконструкция здания Национальной оперы Украины (оформление интерьеров, в соавторстве, 1987).
- Станция метро «Золотые ворота» (оформление интерьеров, в соавторстве, 1990).
- Реконструкция здания Донецкого театра оперы и балета (в соавторстве, 1994).
- Реконструкция здания Дворца культуры «Украина» (оформление интерьеров, в соавторстве, 1996).
- Реконструкция здания Мариинского дворца в Киеве.

## Семья
- Жена: Мария Александровна Ралко (род. 1950) — украинская художница, народный художник Украины (1994), академик Украинской академии архитектуры (1998), лауреат Государственной премии Украины в области архитектуры (1991).

## Награды
- Заслуженный художник Украинской ССР (1990)[1];
- Народный художник Украины (1994)[2];
- Государственная премия Украинской ССР им. Тараса Шевченко (1990);
- Почётный знак отличия Президента Украины (1996)[3].

## Изображения
- Национальная опера Украины имени Тараса Шевченко
- Станция метро «Золотые ворота»